# Историческа област
Историческата област, или историко-географската област, е регион, който има ясни или приблизително ясни географски граници и чието население има сходна историческа съдба.
Невинаги, макар и понякога да е така, населението на една историко-географска област има еднакъв етнически или религиозен състав, но за определен сравнително дълъг период има еднаква история - например, областта има единни административни граници; при промяна на държавните граници не се разделя или при разделяне се запазват старите административни граници; схващана е като единно цяло; в нея има наличие на регионална идентичност и така нататък. Историко-географската област може да съвпада, но може и да не съвпада с етнографската област.
По отношение на географията историко-географската област се отличава с добре оформени естествени граници – високи планини, големи реки или морета.
Кога една област може да се квалифицира като историко-географска е спорен въпрос. Така например Македония, често определяна като историко-географска област, може да се квалифицира по-скоро като историческа област, тъй като географските ѝ граници са твърде променливи. Докато Пелагония, например е по-скоро само географска област, тъй като има ясни граници, но никога не е била единна административна единица, нито има наличие на регионална идентичност и така нататък.